# Spoorwiel

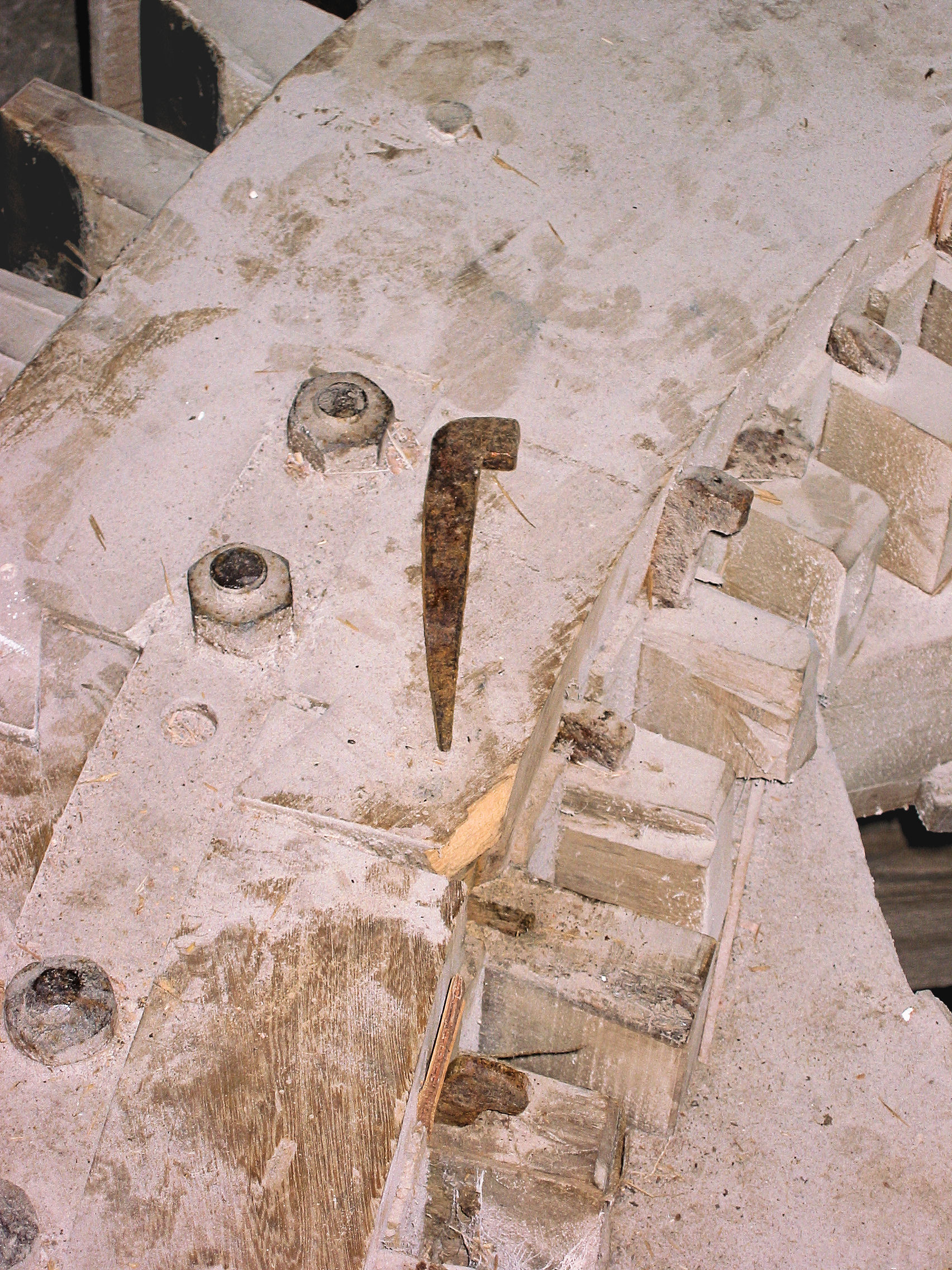
IJzeren borgnagel voor een spoorwielkam van de Walderveense molen

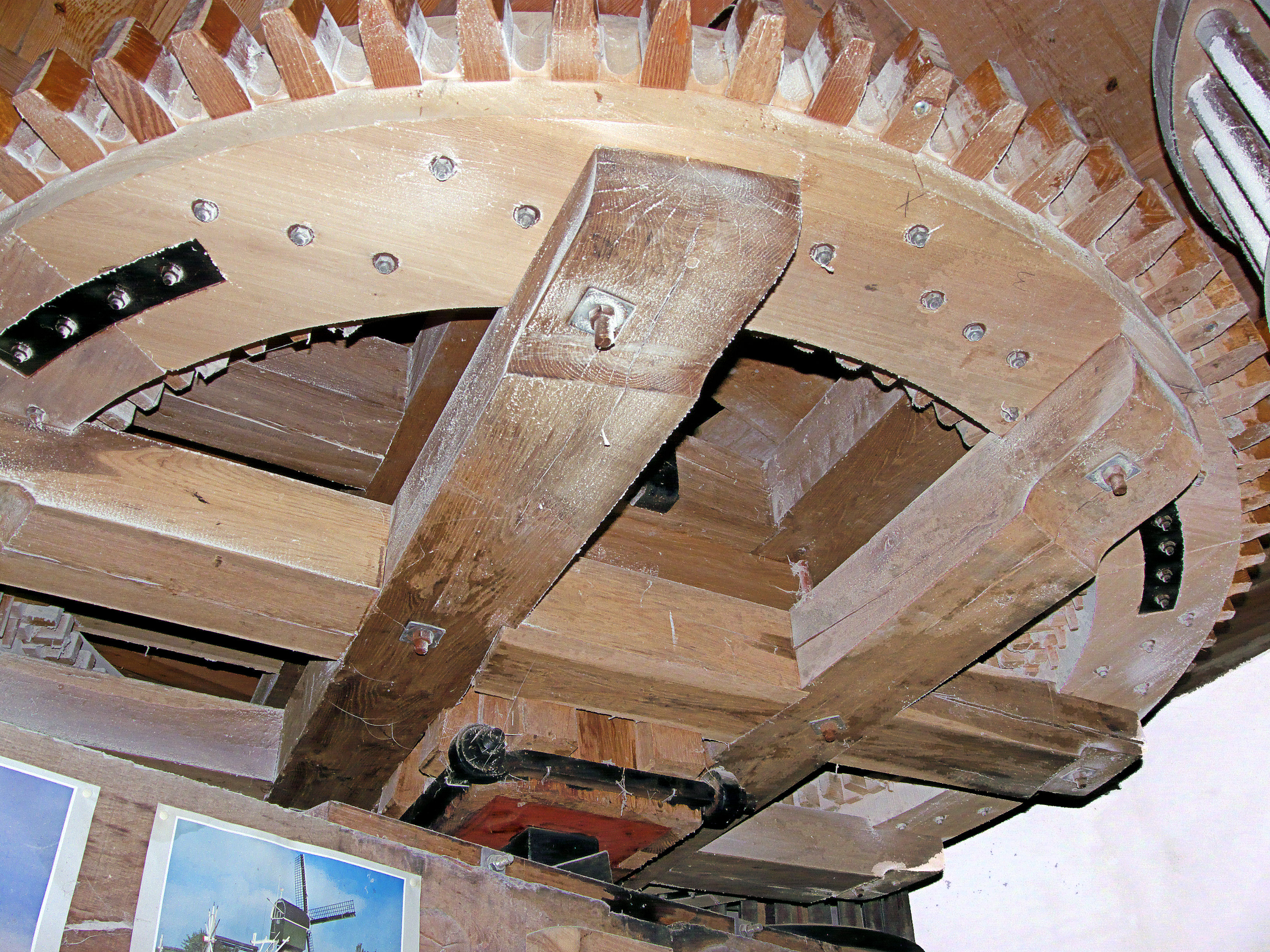
Spoorwiel zonder plooistukken, maar met dubbele kruisarmen

Het spoorwiel, in het Gronings takrad, in het Limburgs kroonrad in een korenmolen zit onderaan de koningsspil en drijft via het rondsel(s) de steenspil(len) aan. De naam spoorwiel is afkomstig van het aansporen (aandrijven) van de steenrondsels. De overbrengingsverhouding bij een korenmolen is ongeveer 1 : 3 en bij een pelmolen 1 : 5 (4). Het spoorwiel in een pelmolen wordt het ravenswiel genoemd.
Het spoorwiel kan opgebouwd zijn uit vier kruisarmen met plooistukken en daarop de boven- en ondervelg. Hiertussen zitten de kammen met tussen de kammen de dammen. De dammen kunnen bestaan uit losse dan wel vaste dammen. De kammen en dammen zijn aan de achterkant geborgen met een houten kamnagel of ijzeren borgnagel. De houten kamnagel is weer geborgd met een borgspijker.
Ook zijn er spoorwielen zonder plooistukken. In plaats daarvan is er een extra stel kruisarmen aangebracht ter ondersteuning van de velgen en versterking van het wiel.
Ook bestaan er spoorwielen met een enkele velg.
De kruisarmen en plooistukken zijn meestal van eikenhout en iepenhout voor de velgen. De kammen zijn meestal van azijnhout, maar kunnen ook van groenhart zijn.
Boven op het spoorwiel kan een luitafel voor het ophijsen (luien) zitten.
Veel water(rad)molens en ook enkele windmolens hebben een gietijzeren spoorwiel met houten kammen.

## Fotogalerij

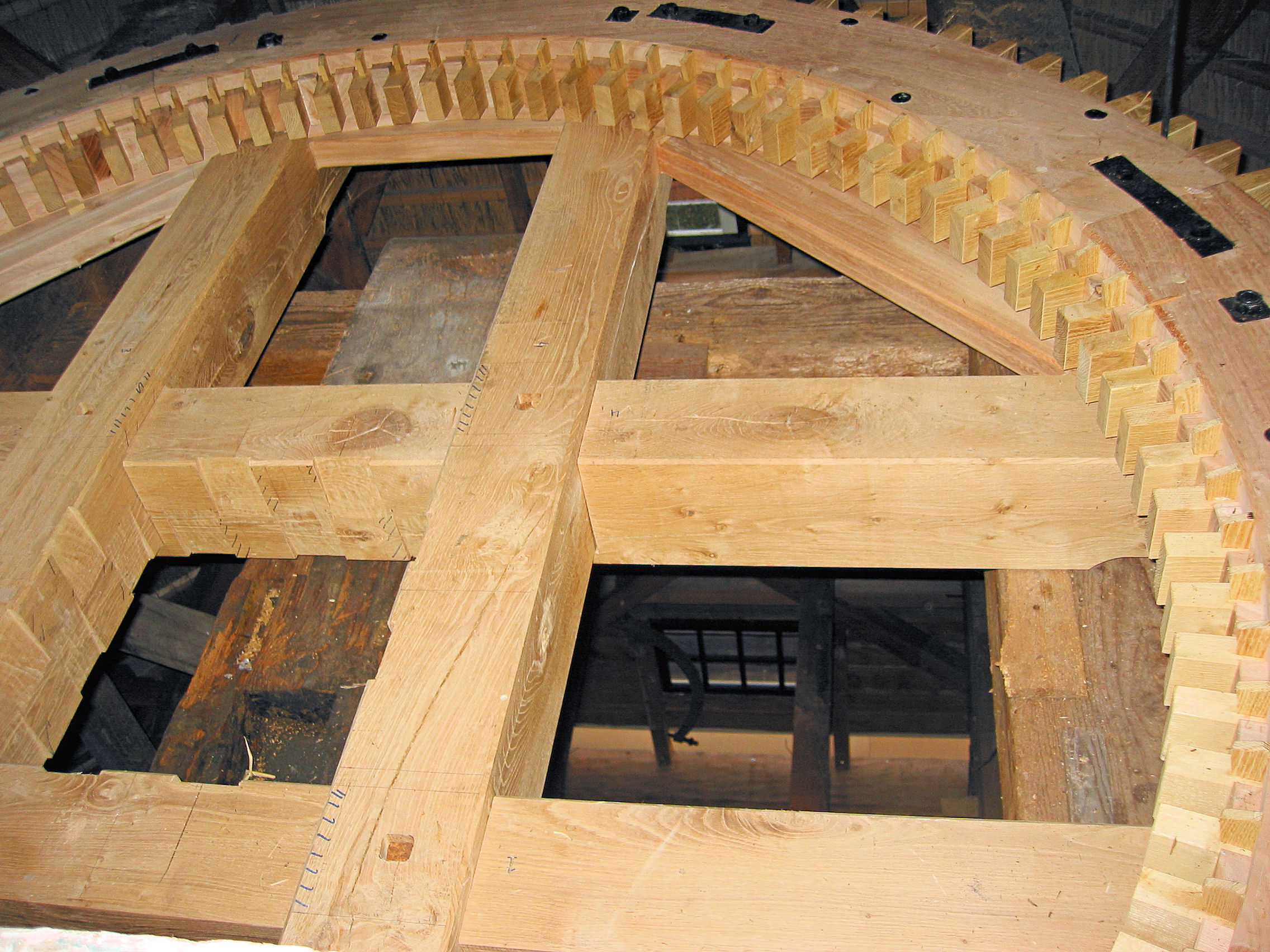
Nieuw spoorwiel van de concordiamolen met losse dammen.
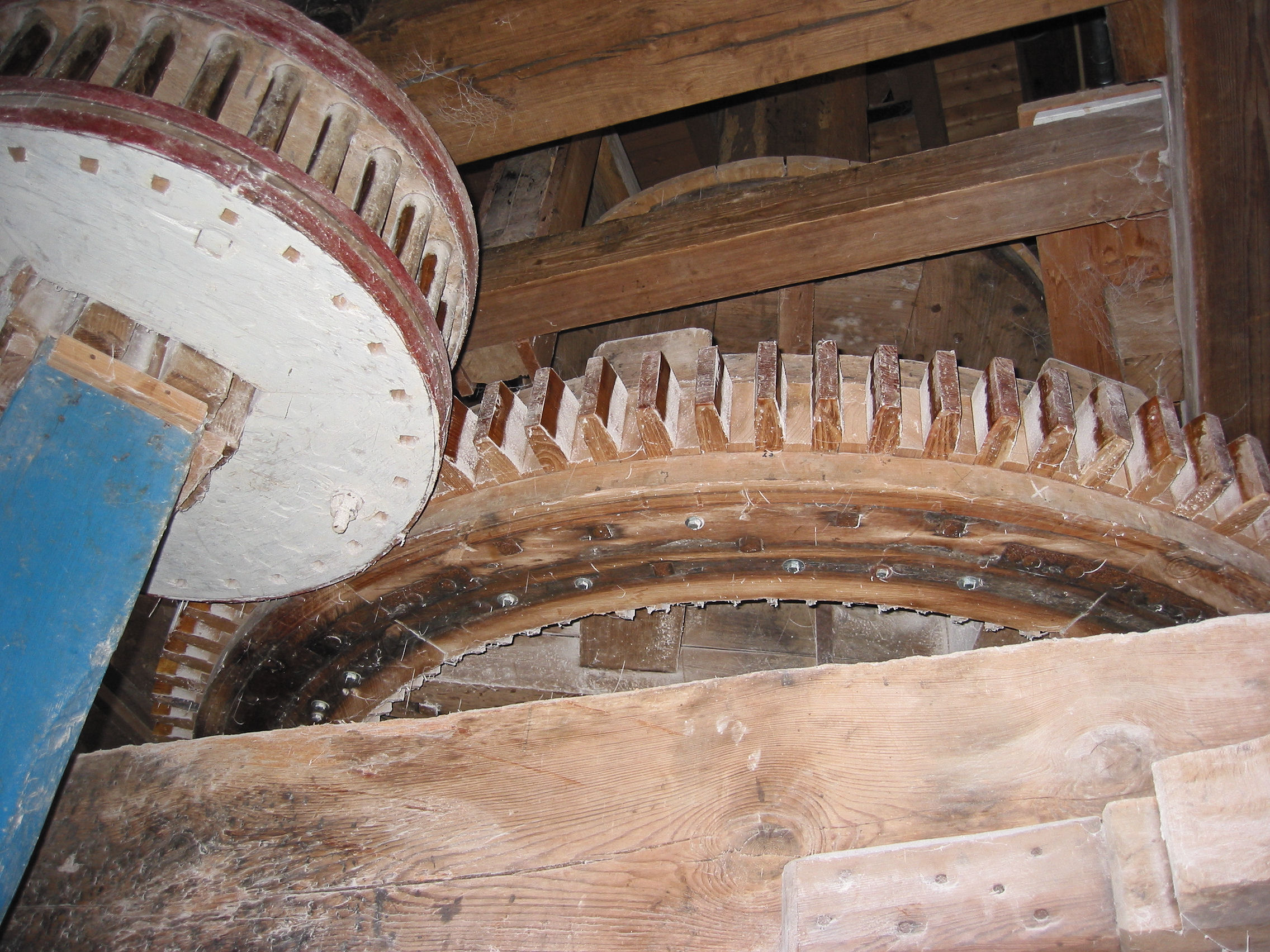
Spoorwiel (losse dammen) met steenrondsel van de molen De Hoop in Garderen
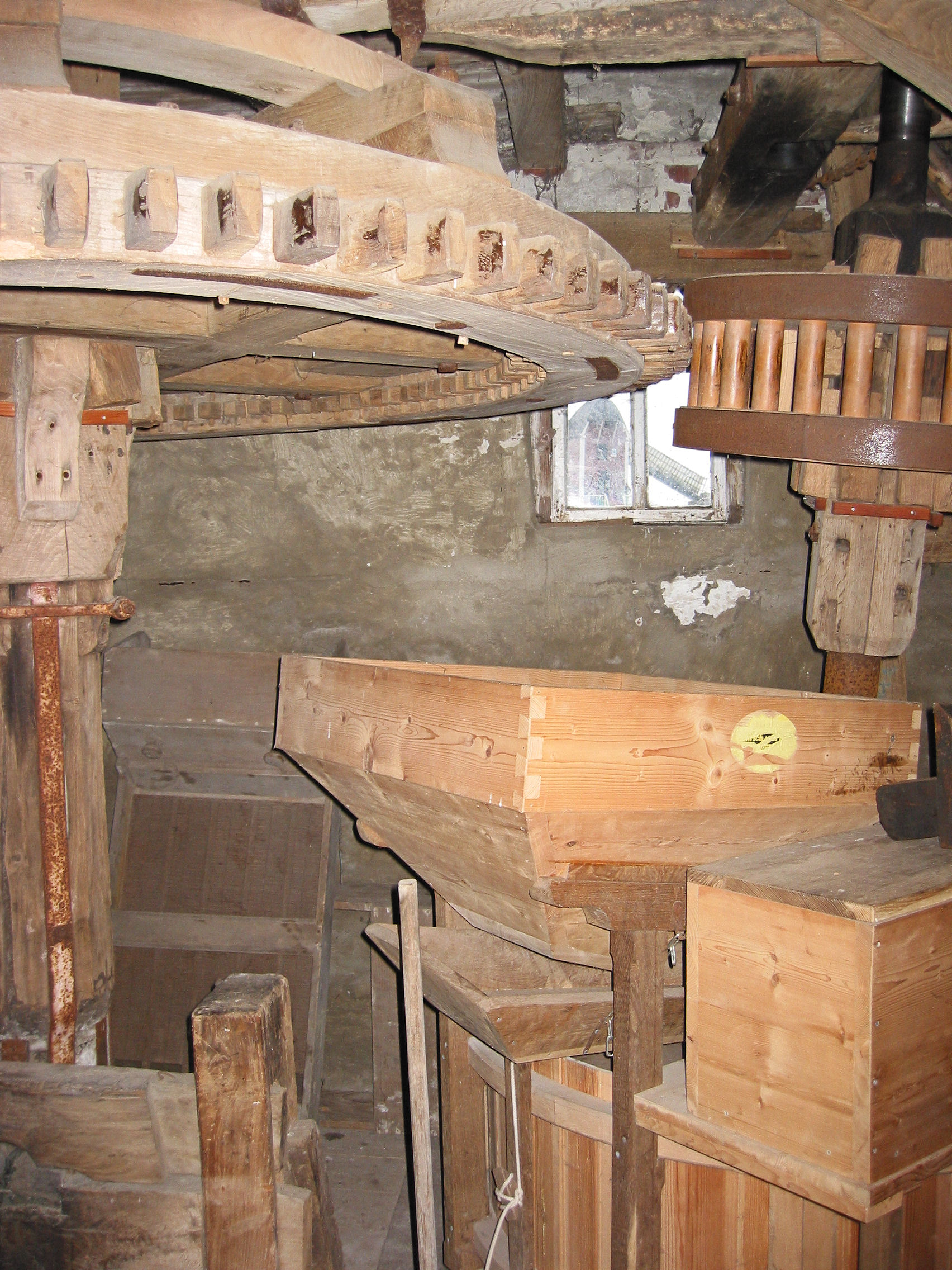
Spoorwiel met vaste dammen en steenspil van D’n Olliemeulen
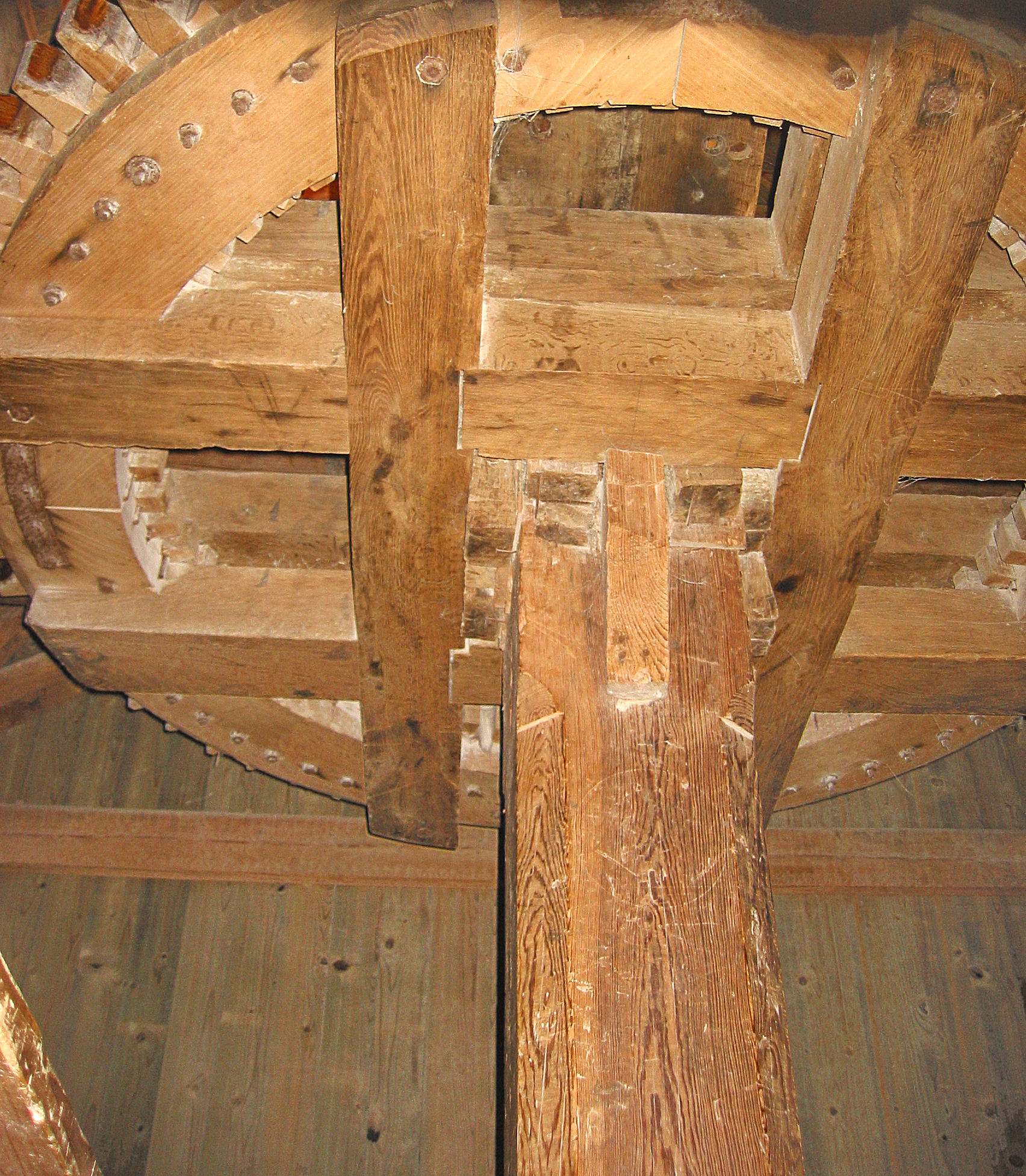
Spoorwiel van de Collse Watermolen
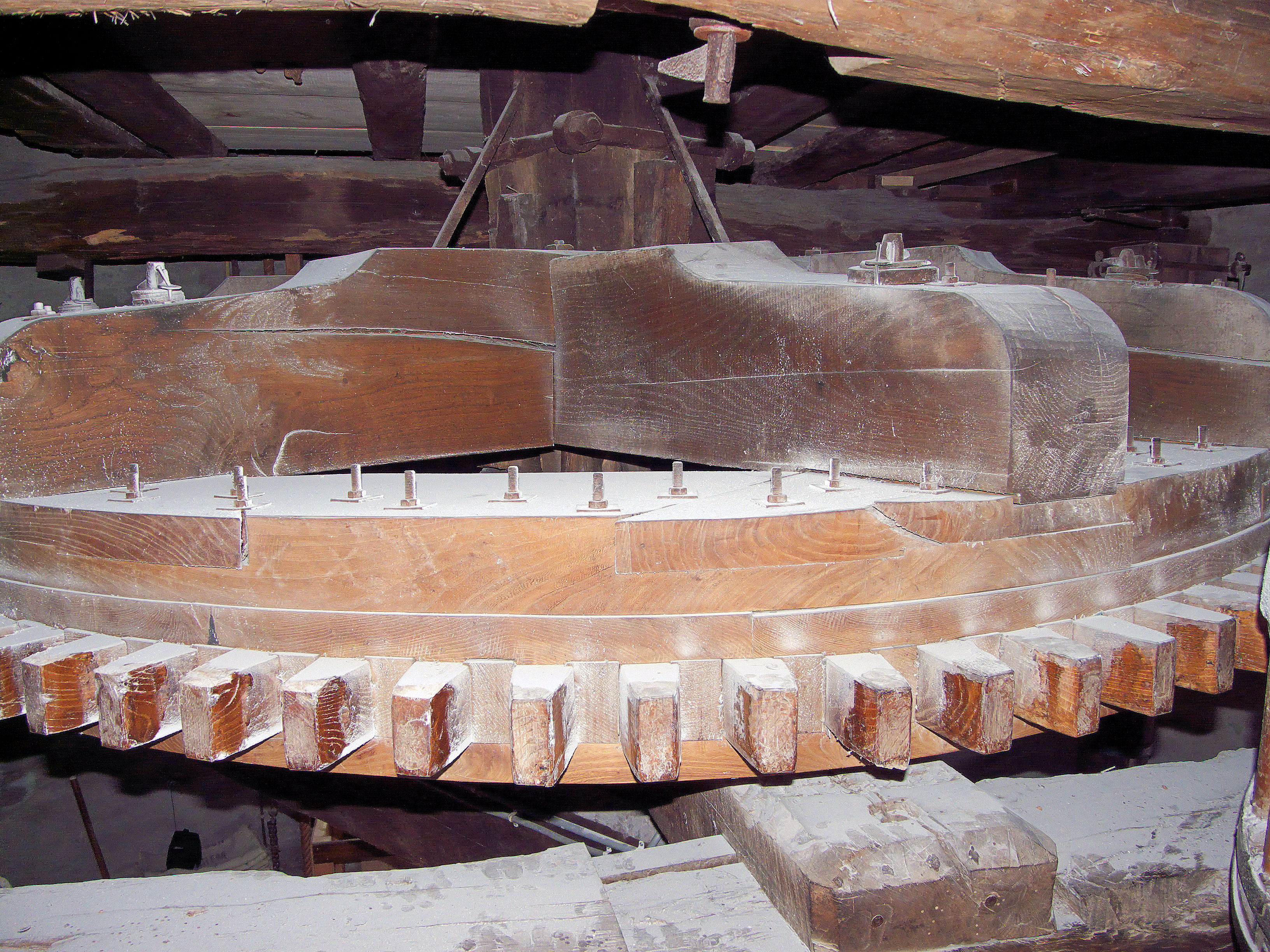
Spoorwiel van De Kroon
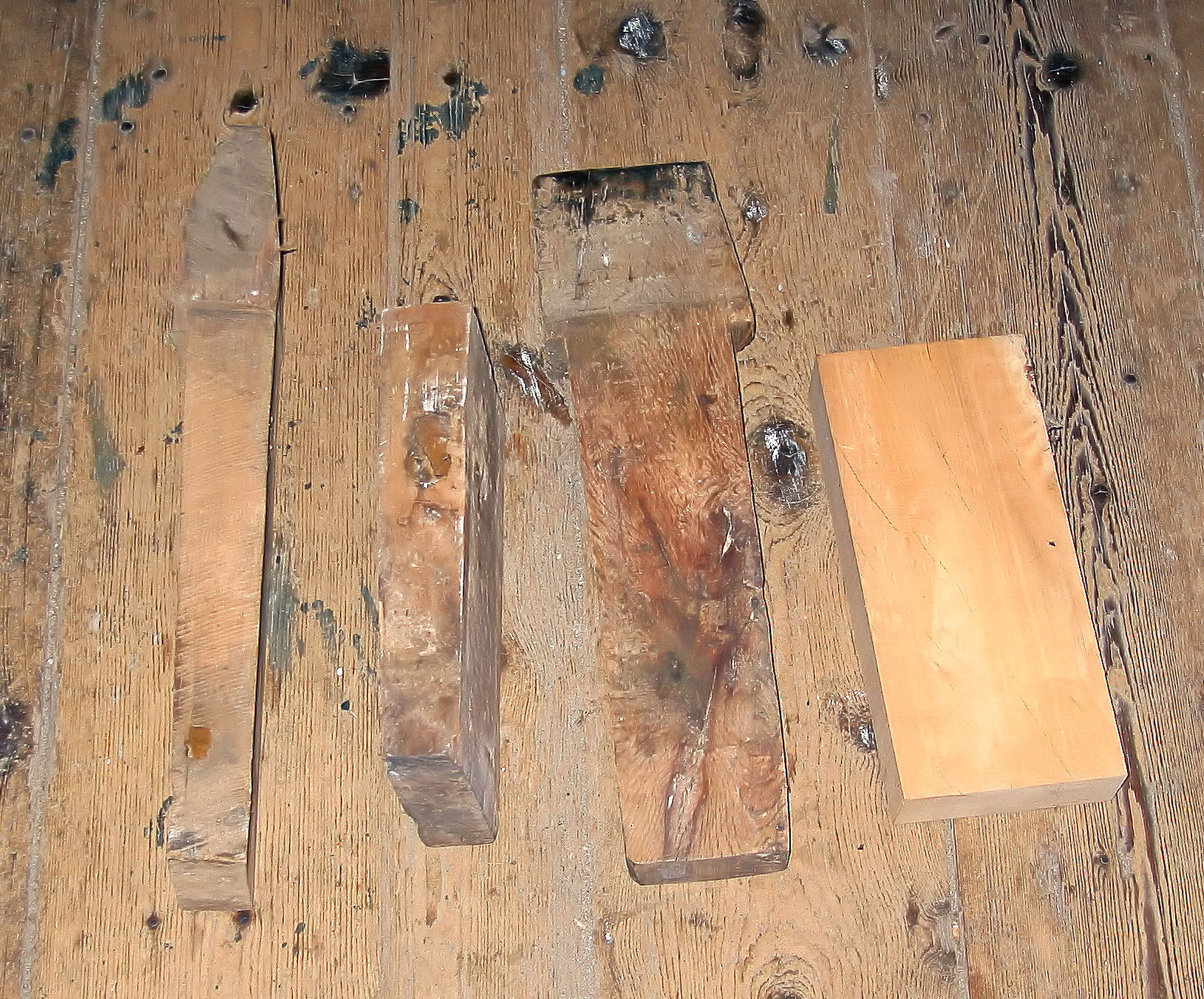
Kammen en dammen
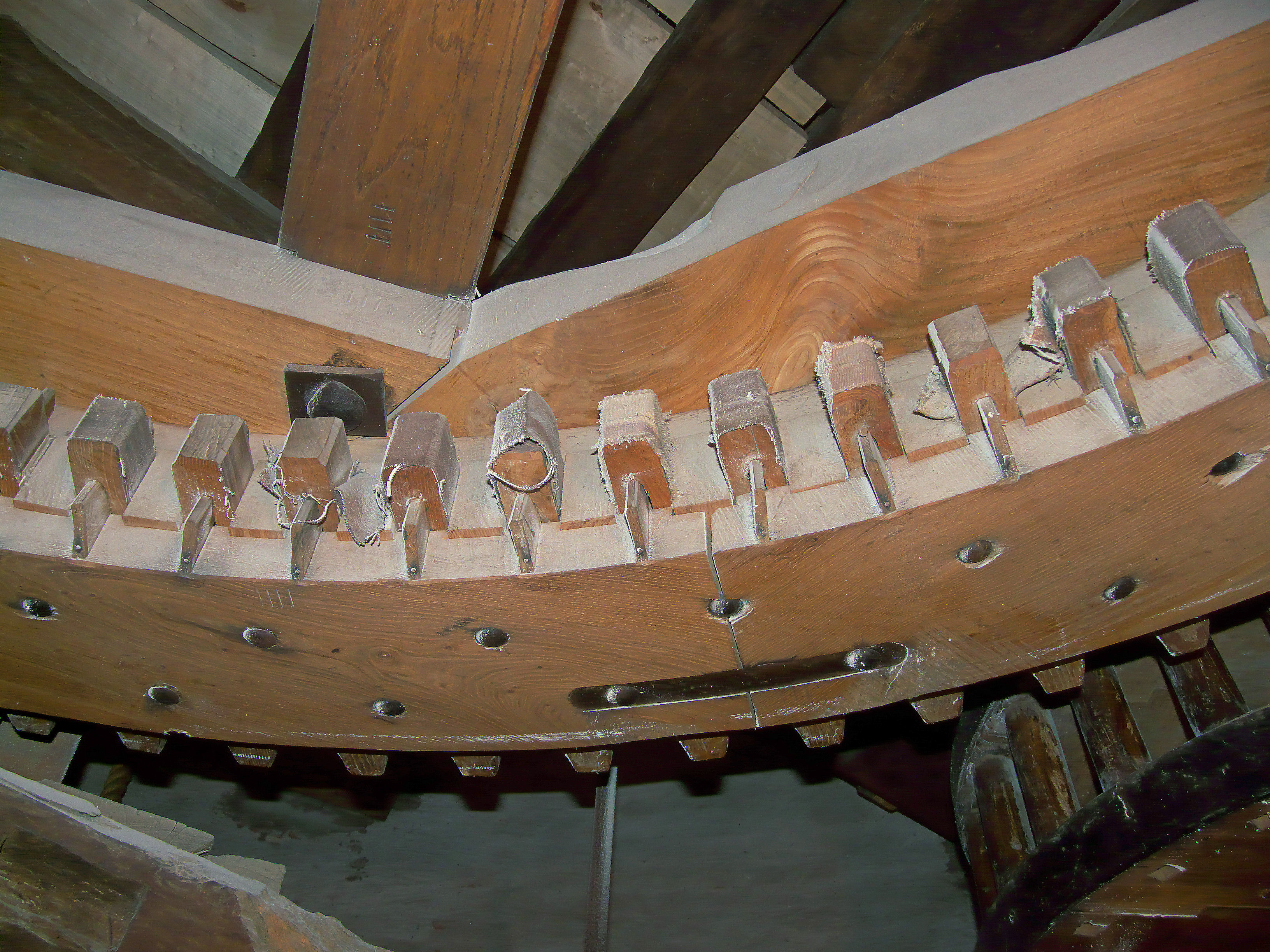
Borging kammen met kamnagels en kammen vastzetten met zeildoek
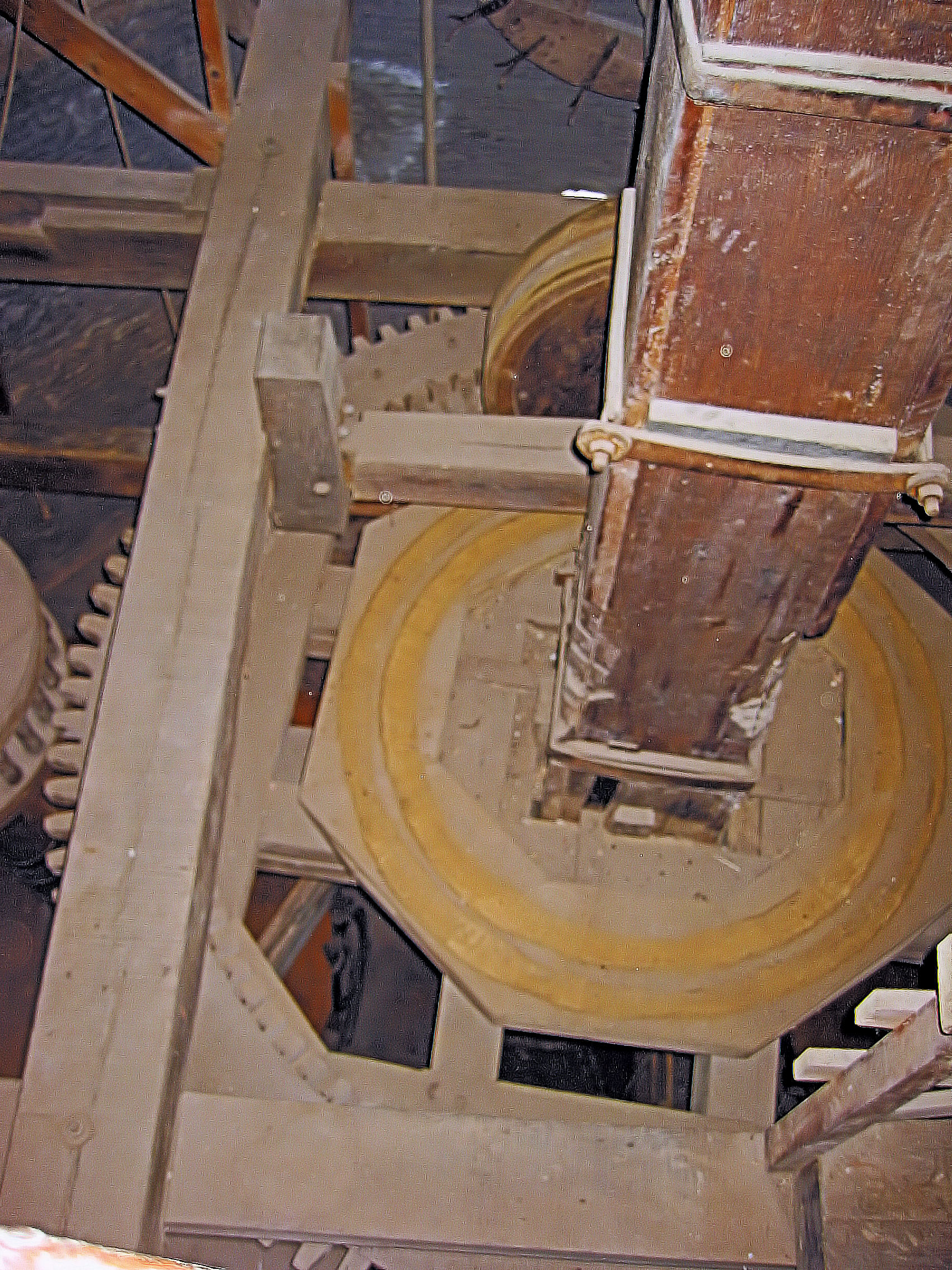
Koningsspil met luitafel op spoorwiel
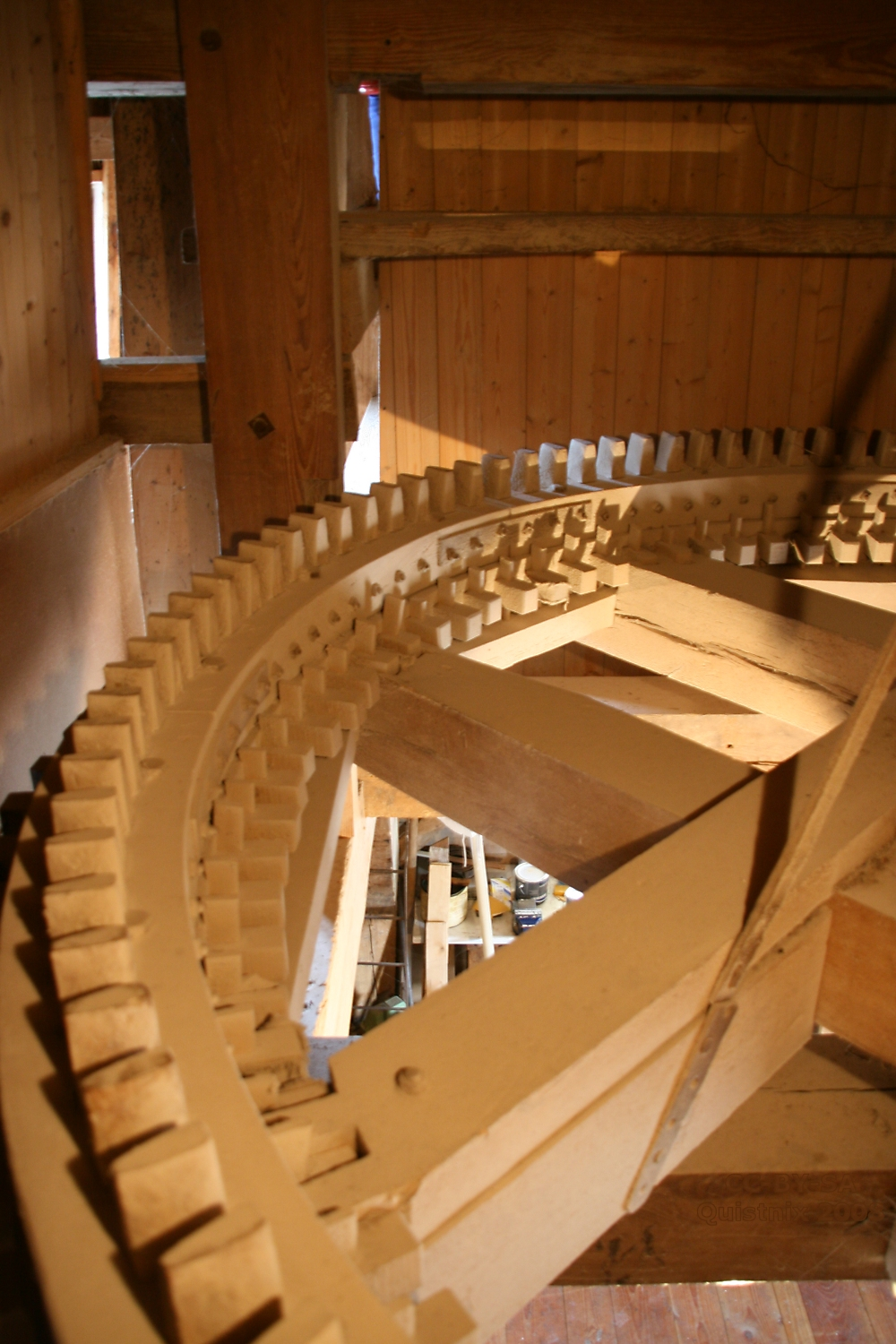
Spoorwiel met extra kammen ten behoeve van voormalige generator van De Hoop
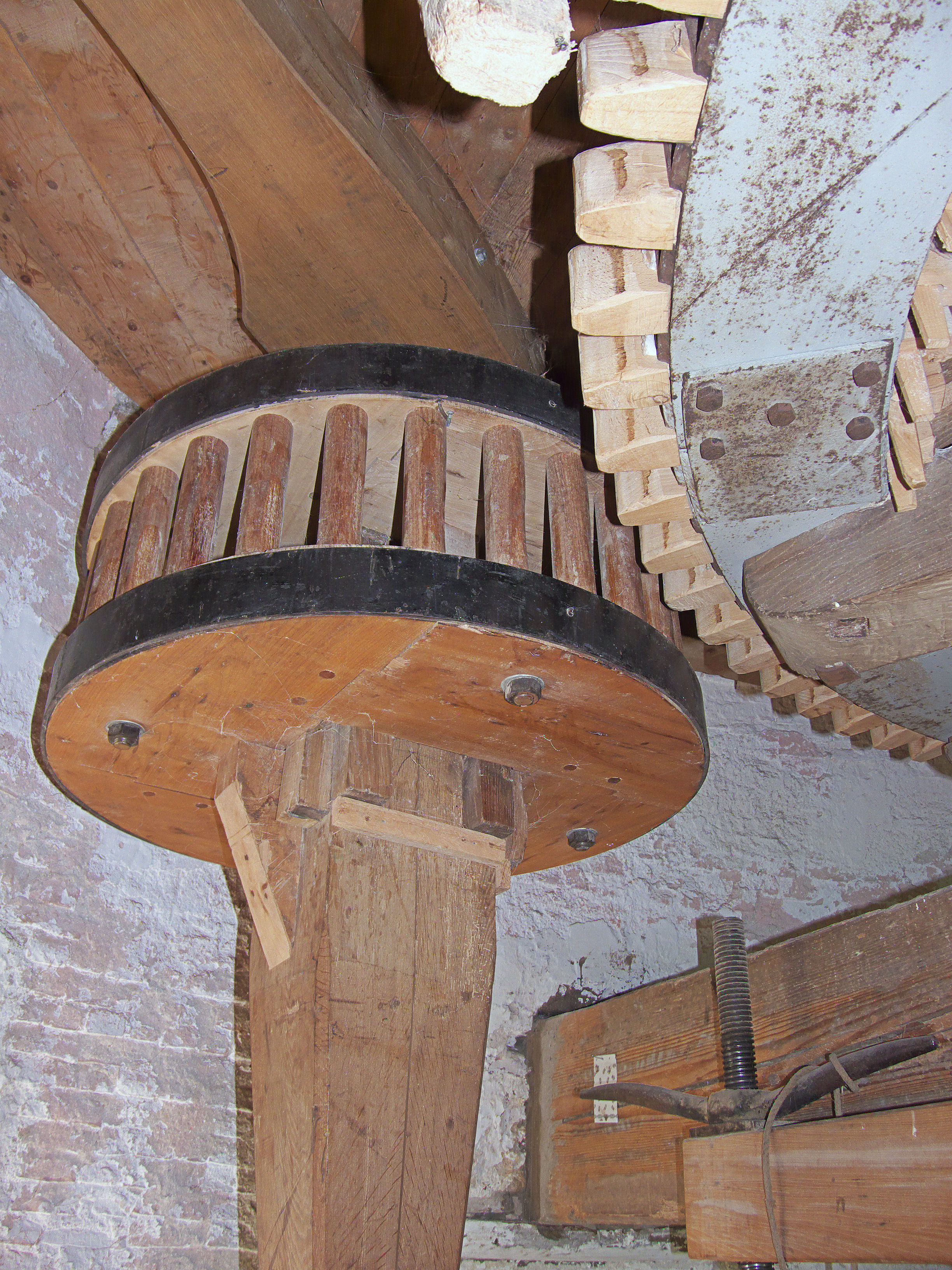
Spoorwiel met ijzeren velg in De Hoop (Oud-Alblas)